# 광주은행 (1968년~2014년)
광주은행(光州銀行, Kwangju Bank)은 1968년부터 2014년까지 존속하였던 대한민국의 지방은행이다. 본점은 광주광역시 동구 대인동에 있다.

## 역사
1968년 광주와 전라남도의 실업인들이 지역 경제의 발전을 위해 설립하였다. 1973년 증권거래소에 주식을 상장하였다. 1997년 국제결제은행 기준 자기자본비율이 미달되자 2000년 금융감독원의 경영개선요구를 받았고 부실금융기관으로 지정되어 독자생존 불가 판정을 받았다. 2001년 예금보험공사가 공적 자금을 투입한 우리금융그룹의 자회사로 편입되었다. 2014년 우리금융지주의 4차 민영화 과정에서 KJB금융지주로 분리되어 재출범한 후, 동년 10월 JB금융지주에 매각되었다.